# 辇道增五
輦道增五（天鵝座η，拉丁化為η Cygni）是北天星座天鵝座的一顆恆星。它的視星等為3.89，是肉眼可見的恆星。 這顆恆星位於星座的主體上，大約在 天津一（天鵝座γ）和輦道增七的中間。根據23.55mas的年週視差偏移，它與太陽的距離為138.5光年。
這是一個演化至紅群聚，恆星分類為K0III的巨星。它目前位於水平分支上，通過其核心的氦融合產生能量。這顆恆星的質量大約是太陽質量的0.9倍，現在半徑已經膨脹到太陽的10倍。它的表面有效溫度為4,780k，從其外層大氣輻射出的光度是太陽光度的60倍。
輦道增五有5顆視覺上的伴星，但只有輦道增五B與主星友有物理上的關聯。在2007年，這顆 12.0 星等的伴星距離主星7.80角秒，方位角為206°。

## 外部連結
- Kaler, James B., , Stars (University of Illinois), September 7, 2012  [2017-02-19].